# Юры (Орловская область)
Юры — посёлок в составе Труновского сельского поселения Краснозоренского района Орловской области России.

## Описание
Посёлок расположен в восточной части района в 7 км (по автодороге) от районного центра Красная Заря. Недалеко берёт своё начало река Оревка — приток Лазавки.
Поселение получило название по географическому признаку. Слово «юр, юра» — древнее восточно-славянское, скорее тюркского происхождения и означает «место для одного или нескольких домов на отшибе», «уединённое место в сторонке».
По данным уставной грамоты Ливенского уезда в 1860-е годы Пётр Александрович Будской выделяет одному из сыновей Дмитрию 276 десятин земли с небольшим количеством дворовых. Это место стало называться сначала Юрлово, а потом Юры, которое находилось в версте от деревни Будские с великолепным лесом, небольшим прудом и проходящим рядом трактом на Ливны.

## Население
| 2010 |
| ---- |
| 0    |